# Napomyza hirta
Napomyza hirta är en tvåvingeart som beskrevs av Zlobin 1994. Napomyza hirta ingår i släktet Napomyza och familjen minerarflugor. Inga underarter finns listade i Catalogue of Life.